# Międzynarodowy Konkurs Pianistyczny im. Ferruccio Busoniego
Międzynarodowy Konkurs Pianistyczny im. Ferruccio Busoniego – jeden z najbardziej prestiżowych konkursów pianistycznych świata. Po raz pierwszy zorganizowany został w 1949 dla uczczenia dwudziestej piątej rocznicy śmierci kompozytora Ferruccio Busoniego. Organizatorów wspierał wówczas, zasiadający później w jury, Arturo Benedetti Michelangeli. Od tamtego czasu konkurs organizowany jest rokrocznie (a od 2001 co dwa lata) we włoskim Bolzano. Należy do Światowej Federacji Międzynarodowych Konkursów Muzycznych z siedzibą w Genewie.
Wśród laureatów konkursu znajdują się m.in. Martha Argerich (I nagroda, 1957) i Garrick Ohlsson (I nagroda, 1966). Uczestnikiem w 1956 był Maurizio Pollini. 
Polscy laureaci to: Andrzej Wąsowski (V nagroda, 1950 oraz II nagroda, 1952), Andrzej Ratusiński (II nagroda, 1973), Elza Kolodin (III nagroda, 1973), Zbigniew Raubo (VI nagroda, 1991) i Wojciech Kocyan (VI nagroda, 1992). 
Szereg polskich pianistów i pedagogów było zapraszanych do pracy w jury konkursu: Jan Hoffman (1958), Bolesław Woytowicz (1961), Zbigniew Drzewiecki (1962, 1965), Halina Czerny-Stefańska (1974), Margerita Trombini-Kazuro (1963, 1967), Jan Ekier (1975, 1976, 1977), Tadeusz Żmudziński (1984), Adam Harasiewicz (1984), Andrzej Jasiński (1991, 2001, 2008), Ewa Pobłocka (2004) oraz Ewa Kupiec (2012).